# Lovehatetragedy
Lovehatetragedy es el segundo álbum a través de una discográfica multinacional del grupo de rock californiano Papa Roach. Fue lanzado al mercado el martes 18 de junio del año 2002. Este álbum no vendió tanto como se esperaba en comparación con su disco anterior, Infest. En este álbum las voces rapeadas de Coby ya no hacen aparición, a excepción de la canción "She Loves Me Not" y "Time and Time Again". Este disco tuvo gran éxito en Estados Unidos, Inglaterra y Canadá, donde alcanzó el oro, y llegó al lugar número 2 en el Billboard 200.

## Lista de canciones
| N.º | Título                                   | Duración |  |
| 1.  | «M-80 (Explosive Energy Movement)»       | 2:26     |  |
| 2.  | «Life Is a Bullet»                       | 4:05     |  |
| 3.  | «Time and Time Again»                    | 2:58     |  |
| 4.  | «Walking Through Barbed Wire»            | 3:04     |  |
| 5.  | «Decompression Period»                   | 3:59     |  |
| 6.  | «Born with Nothing, Die with Everything» | 3:49     |  |
| 7.  | «She Loves Me Not»                       | 3:29     |  |
| 8.  | «Singular Indestructible Droid»          | 3:48     |  |
| 9.  | «Black Clouds»                           | 4:01     |  |
| 10. | «Code of Energy»                         | 4:04     |  |
| 11. | «LoveHateTragedy»                        | 3:11     |  |

Bonus Tracks

| N.º | Título                                                 | Duración |  |
| 12. | «Gouge Away» (Pixies cover)                            | 2:07     |  |
| 13. | «Never Said It»                                        | 3:05     |  |
| 14. | «Naked in Front of the Computer» (Faith No More cover) | 2:13     |  |

UK Edition

| N.º | Título                                                  | Escritor(es)                        | Duración |  |
| 12. | «Gouge Away» (Pixies cover)                             | Black Francis                       | 2:07     |  |
| 13. | «Never Said It»                                         | Shaddix, Esperance                  | 3:05     |  |
| 14. | «Between Angels and Insects» (Live from Germany; Video) | Shaddix, Esperance, Buckner, Horton | 3:54     |  |
| 15. | «Last Resort» (Live from Germany; Video)                | Shaddix, Esperance, Buckner, Horton | 3:20     |  |

## Singles
| Título              | Fecha de lanzamiento    |
| She Loves Me Not    | 10 de junio de 2002     |
| Time And Time Again | 17 de diciembre de 2002 |

## Créditos

### Artistas
- Jacoby Shaddix — Vocalista
- Jerry Horton — Guitarrista
- Dave Buckner — Baterista, Dirección de arte
- Tobin Esperance — Bajista, Guitarrista

### Técnicos
- Brendan O'Brien — Productor, Mezclador
- Billy Bowers — Ingeniero
- Ken Schles — Fotografía, Foto de la portada
- Danny Clinch — Fotografía
- Howard Karp — Ingeniero
- Karl Egsieker — Ingeniero
- Jason Noto — Director de arte, Diseño
- Ron Handler — A&R
- Adam Ayan — Edición digital, Edición
- Jennifer Wicks — A&R
- Steve Rosenblatt — Marketing
- Nick DiDia — Ingeniero
- Bob Ludwig — Masterización

## Trivia
- "Gouge Away" (cover de The Pixies), "Never Said It" y "Naked In Front Of The Computer" (cover de Faith No More) son bonus tracks pertenecientes a otras versiones del álbum.

- Hubo una versión "censurada" del álbum, independiente de su poco contenido grosero, en donde la portada contenía la imagen del bebé, no haciendo una seña metalera, sino un puño alzado.

- El álbum iba a ser originalmente nombrado Born To Rock (Nacido Para Rockear), de esta idea se desprende la imagen de la portada.

- "She Loves Me Not" primeramente fue incluida en un demo lanzado por Warner en 1999, y luego relanzada el 2002. En el video aparece la imagen de un sujeto en un cuadro por segundo.

- La canción "Time and Time Again" fue usada en un comercial de Pepsi el año 2002.